# Mont Markham
Pour les articles homonymes, voir Markham (homonymie).
Le mont Markham est un sommet du chaînon de la Reine-Elizabeth, en Antarctique. Il est haut de 4 350 m.
Découvert par l'expédition Discovery (1901-1904) de Robert Falcon Scott, il doit son nom à Clements Markham, président de la Royal Geographical Society et proche de Scott.